# Forum Queeres Archiv München
O Forum Queeres Archiv München (Inglês: Forum Queer Archive Munich - LGBTIQ* in History and Culture) em Munique, Alemanha, é uma associação e arquivo com coleções focadas na história e cultura LGBTQ+ em Munique, Baviera e Alemanha. Foi inaugurado em 1999 e foi denominado forum homosexualität münchen – Lesben und Schwule in Geschichte und Kultur e.V. até 2019.

## Arquivo
O arquivo coleta documentos de pessoas lésbicas, gays, bissexuais, transgéneros e intersexuais: documentos privados, diários, álbuns de fotos e coleções criadas por eles mesmos de artigos de jornais, etc., que "têm um significado extraordinário para a história cultural e são não apenas dignos, mas importantes para preservar." O arquivo de Munique seguiu assim organizações semelhantes em Berlim e Colônia. O objetivo do arquivo é "conservar o passado da comunidade LGBTIQ* em Munique e arredores e torná-lo acessível ao público". Atualmente sua biblioteca consiste em cerca de 3.600 volumes, que incluem literatura de pesquisa sobre sociologia, história, AIDS e estudos queer, bem como biografias, literatura emergente, romances, poesia, etc. literatura dos primeiros movimentos de mulheres/lésbicas e gays e numerosas publicações da época de Magnus Hirschfeld. Aproximadamente 220 revistas com mais de 10.000 exemplares da década de 1920 até hoje, 1.100 videocassetes, DVDs e CDs e 850 pôsteres completam seu acervo.
A investigação produzida com a ajuda dos acervos do Fórum centra-se, por exemplo, nas experiências dos homossexuais após o Holocausto. Em outubro de 2019, membros do Fórum formaram um grupo de pesquisa para investigar a vida e obra do pintor alemão Paul Hoecker e digitalizaram uma parte de sua propriedade familiar, que agora está localizada no Fórum.

## Cooperações
O Forum Queeres Archiv München cooperou com o Munich Stadtmuseum e o Stadtarchiv Munich. Desde 2019, lançaram conjuntamente um apelo à recolha de objetos e documentos relacionados com a história LGBTI+, passada e presente, da cidade de Munique.

## Publicações
Os resultados da pesquisa sobre o passado queer de Munique e de outros lugares são publicados pelo Fórum em duas séries diferentes de publicações: Na série Splitter, eles examinam tópicos históricos e sócio-históricos e apresentam biografias de personalidades históricas. Na série biográfica Lebensgeschichte (inglês: Personal histories) publicam textos autobiográficos e entrevistas contemporâneas com testemunhas de pessoas LGBTIQ*. Além disso, também publicam livros de artista com materiais de seu arquivo.

### Publicações em Inglês
- Splitter 14: Philipp Gufler (ed.): I WANNA GIVE YOU DEVOTION [The poster collection of the Forum Queeres Archiv München]. Munich, 2015 (copublicado por Hammann von Mier, Munich), ISBN 978-3-947250-06-6
- Splitter 17: Philipp Gufler (ed.): Projection on the Crisis. Gauweilereien in Munich. Munich, 2021 (copublicado por Hammann Von Mier, Munich), ISBN 978-3-935227-24-7
- Philipp Gufler: Quilt #01 – #30, Hammann von Mier, Munich München 2020, ISBN 978-3-947250-27-1

## Eventos
O Forum Queeres Archiv München organiza passeios pela cidade, leituras, palestras, Erzählcafés (conversas públicas com pessoas queer mais velhas), exposições históricas que fornecem informações sobre temas e personalidades LGBTIQ* e exposições de arte. Recentemente, eles organizaram palestras sobre o ataque a Magnus Hirschfeld em 1920 em Munique, em colaboração com o Centro de Documentação de Munique para a História do Nacional Socialismo, e sobre a obra e a vida da artista radicada em Munique Lorenza Böttner, em colaboração com o espaço administrado por artistas Lothringer13_Florida.